# しあわせの花
『しあわせの花』（しあわせのはな）は、ジャニーズWESTの20枚目のシングル。2023年6月7日にジャニーズ・エンタテイメントより発売された。

## 概要
初回盤A・B、通常盤、そして「しあわせのヤツ」クッション付き通販盤（ジャニーズショップオンラインストア限定販売）の4形態での発売。
表題曲「しあわせの花」はメンバーの桐山照史が主演を務めるテレビ東京系木ドラ24『ゲキカラドウ2』の主題歌である力強くも真っ直ぐな応援歌。2021年に発売され、同ドラマのシーズン1の主題歌である『週刊うまくいく曜日』以来2度目のサンボマスター・山口隆による提供曲である。全形態のカップリングとして「パロディ」を収録。この曲は、メンバーの重岡大毅が出演した日本テレビ系水曜ドラマ『それってパクリじゃないですか?』のオープニング曲として使用された。通常盤には重岡大毅が作詞・作曲した「大それたロックンロール」を収録。通販盤には、『しあわせのヤツ』と称したグッズが同梱されている。

## 購入特典
特設サイトにて登録期間内に入力することで、購入者限定のストリーミング動画を再生できるシリアルコードが初回盤A・B、通常盤（初回プレス）にそれぞれ封入されている。
ストリーミング動画内容
- 初回盤A - 「パロディ」Music Video（縦型動画）
- 初回盤B - 「POWER」from ジャニーズWEST LIVETOUR2023 POWER（縦型動画）
- 通常盤 - 「しあわせの花」from ジャニーズWEST LIVETOUR2023 POWER（縦型動画）

その他、先着特典として通常盤購入者にはクリアファイル（A4サイズ）がプレゼントされた。

## 収録曲

### CD

#### 初回盤A
1. しあわせの花
作詞・作曲：山口隆（サンボマスター） / 編曲：ha-j
  - 桐山照史主演 テレビ東京系木ドラ24『ゲキカラドウ2』主題歌[13]
2. パロディ
作詞：栗原暁（Jazzin' park） / 作曲：久保田真悟（Jazzin' park）、栗原暁（Jazzin' park） / 編曲：久保田真悟（Jazzin' park）
  - 重岡大毅出演 日本テレビ系水曜ドラマ『それってパクリじゃないですか?』オープニング曲[14]

日曜ドラマ『だが、情熱はある』とのSNS相互コラボレーションで、重岡と髙橋海人によるダンス動画が『それってパクリじゃないですか?』番組TikTokで公開された[15]。
3. 恋は負け認めなきゃ勝てない
作詞：ゆっきゅん / 作曲・編曲：高橋諒
4. しあわせの花（オリジナル・カラオケ）
5. パロディ（オリジナル・カラオケ）
6. 恋は負け認めなきゃ勝てない（オリジナル・カラオケ）

#### 初回盤B
1. しあわせの花
2. パロディ
3. On & On
作詞：栗原暁（Jazzin' park）、D&H（PURPLE NIGHT） / 作曲：久保田真悟（Jazzin' park）、栗原暁（Jazzin' park）、D&H（PURPLE NIGHT） / 編曲：久保田真悟（Jazzin' park）
4. しあわせの花（オリジナル・カラオケ）
5. パロディ（オリジナル・カラオケ）
6. On & On（オリジナル・カラオケ）

#### 通常盤
1. しあわせの花
2. パロディ
3. 弱くても
作詞・作曲：岩越涼大 / 編曲：生田真心
4. 大それたロックンロール
作詞・作曲：重岡大毅 / 編曲：生田真心

#### 「しあわせのヤツ」クッション付き通販盤
1. しあわせの花
2. パロディ
3. 弱くても
4. パイル
作詞・作曲：河原健介 / 編曲：石塚知生

### Blu-ray/DVD

#### 初回盤A
約30分収録。
- 「しあわせの花」Music Video & Making

#### 初回盤B
約30分収録。
- スペシャルセッション
  - しあわせの花
  - 週刊うまくいく曜日
  - スペシャルトークセッション

公式YouTubeチャンネルではサンボマスターとのぶっつけ本番一録りの「スペシャルセッション」ショートVer.が、2023年5月5日の午後9時からプレミア公開された[16]。

## チャート成績
初週21.6万枚を売り上げ、2023年6月19日付のオリコン週間シングルランキングで初登場1位となり、10作連続・通算15作目の1位獲得を達成した。